# Arpajon
Arpajon település Franciaországban, Essonne megyében. Lakosainak száma 11 503 fő (2022. január 1.). Arpajon Avrainville, Égly, La Norville, Ollainville és Saint-Germain-lès-Arpajon községekkel határos.

## Népesség
A település népességének változása:
| Lakosok száma | 10 707 | 10 481 | 10 356 | 10 378 | 10 920 | 11 355 | 11 165 | 11 281 | 11 503 |
|               | 2013   | 2015   | 2016   | 2017   | 2018   | 2019   | 2020   | 2021   | 2022   |